# Aaron Mokoena
Teboho Aaron Mokoena (Boipatong, JAR, 25. studenog 1980.) bivši je južnoafrički nogometaš i nacionalni reprezentativac. Zbog često oštrih i grubih startova stekao je nadimak "Sjekira".

## Karijera

### Klupska karijera
Mokoena je profesionalnu karijeru započeo 1999. u nizozemskom Ajaxu koji ga je dva puta slao na posudbe u belgijski GBA. Nakon toga je dvije godine bio član Genka da bi ga 4. siječnja 2005. kupio premijerligaš Blackburn Rovers.
Za novi klub je debitirao već četiri dana od potpisivanja ugovora u utakmici FA Kupa protiv Cardiff Cityja kada je ušao u igru u 43. minuti kao zamjena za Barryja Fergusona. Tadašnji trener kluba Mark Hughes nazvao ga je dobrim organizatorom igre te je bio standardan u momčadi. Igrao je na poziciji središnjeg veznog u formaciji 4–5–1. Međutim, nakon što je trener vratio izvornu formaciju 4–4–2, Mokoena je uglavnom bio rezervni igrač. Tek nakon što se ozlijedio Robbie Savage, Mokoena je dobio priliku da ponovno zaigra u prvih 11. Svoja jedina dva pogotka za klub zabio je u utakmicama FA Kupa protiv Manchester Cityja i Sunderlanda dok je posljednju utakmicu u Blackburnovom dresu odigrao 24. svibnja 2009. protiv West Bromwicha.
Poslije toga Aaron Mokoena prelazi u Portsmouth s kojim potpisuje trogodišnji ugovor. Zbog dobrih igara, Portsmouth je s igračem u listopadu 2010. potpisao novi ugovor na dvije i pol godine. Međutim, 18. lipnja 2011. Mokoena je iskazao nezadovoljstvo jer je češće bio na klupi za rezerve nego u igri.
Nakon što je u veljači 2012. postalo jasno da će klub ispasti u League One, Mokoena je zbog velike plaće bio prvi na listi igrača koje se klub odlučio riješiti. Tadašnji Portsmouthov trener Michael Appleton izjavio je da vjeruje kako će Mokoena napustiti klub u roku od 24 sata. Već dva dana nakon Appletonove izjave, Mokoena je sporazumno raskinuo ugovor s klubom.
Odmah nakon raskida ugovora, Mokoena se vraća u domovinu gdje potpisuje za Bidvest Wits koji ga je službeno predstavio 20. srpnja 2012.

### Reprezentativna karijera
Mokoena je najmlađi igrač koji je nastupio za južnoafričku reprezentaciju. To je ostvario 1999. u kvalifikacijskoj utakmici za Olimpijadu u Sydneyju dok je kasnije zamijenio Lucasa Radebea kao reprezentativnog kapetana.
S reprezentacijom je nastupio na četiri Afrička kupa nacija (1998., 2002., 2004. i 2008.), dva Svjetska prvenstva (2002. i 2010.) te po jednoj Olimpijadi (2000.) i Kupu konfederacija (2009.).

#### Pogoci za reprezentaciju
| #  | Datum              | Mjesto          | Protivnik | Pogodak | Rezultat | Natjecanje                                |
| -- | ------------------ | --------------- | --------- | ------- | -------- | ----------------------------------------- |
| 1. | 8. listopada 2006. | Lusaka, Zambija | Zambija   | 1:0     | 1:0      | Kvalifikacije za Afrički Kup nacija 2008. |

## Osvojeni trofeji

### Reprezentativni trofeji
| Turnir             | Trofej | Godina |
| ------------------ | ------ | ------ |
| Afrički Kup nacija | Srebro | 1998.  |

## Vanjske poveznice
- Soccerbase,com
- FIFA.com  Arhivirana inačica izvorne stranice od 4. studenoga 2012. (Wayback Machine)